# Bloodvein River Airport
Bloodvein River Airport (IATA: YDV, ICAO: CZTA) – lotnisko w Kanadzie, w prowincji Manitoba. Znajduje się przy rzece Bloodvein i obsługuje miejscowość Bloodvein First Nation. Posiada jeden pas startowy z tłucznia o długości 915 m.
Loty z Bloodvein River realizuje linia lotnicza Perimeter Aviation, oferująca połączenia głównie do Winnipeg, ale też do Thompson i Island Lake. Swoje połączenie z Winnipeg ma również linia Keewatin Air.